# 대한민국 민법 제500조
대한민국 민법 제500조는 경개의 요건, 효과에 대한 민법 채권법 조문이다.

## 조문
제500조(경개의 요건, 효과) 당사자가 채무의 중요한 부분을 변경하는 계약을 한 때에는 구채무는 경개로 인하여 소멸한다.

第500條(更改의 要件, 效果) 當事者가 債務의 重要한 部分을 變更하는 契約을 한 때에는 舊債務는 更改로 因하여 消滅한다.

## 참고 문헌
- 오현수, 일본민법, 진원사, 2014. ISBN 9788963463452
- 오세경, 대법전, 법전출판사, 2014 ISBN 9788926210277
- 이준현 , LOGOS 민법 조문판례집, 미래가치, 2015. ISBN 9791155020869